# Bauersee
Der Bauersee ist einer der zur Wandlitzer Seenplatte gehörenden Binnenseen. Er befindet sich im Ortsteil Prenden der Großgemeinde Wandlitz und war zu Beginn der 1960er-Jahre als Badesee im Norden Berlins bekannt.

## Geschichte

### Der See

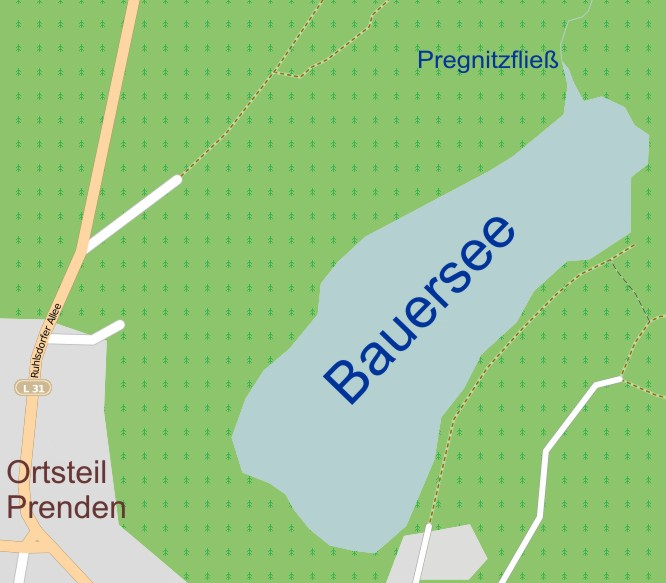
Bauersee und Prenden auf Openstreetmap, nachbearbeitet

Der Bauersee entstand als natürliches Gewässer in einer eiszeitlichen Schmelzwasserrinne, zusammen mit dem benachbarten Strehlesee und dem Mittelprendensee. In historischen Dokumenten wurde der See als Prande bezeichnet, was wahrscheinlich zu dem heutigen Namen des Ortes führte. 
Der Bauersee befindet sich nordöstlich des Ortes Prenden, er bildet ein langgestrecktes in Nordost-Südwest-Richtung gelegenes Seebecken. Im Süden mündet das Pregnitzfließ in den See, das ihn im Norden wieder verlässt. Um den See führt ein Wanderweg, der auch mit den anderen in der Nähe befindlichen Seen und dem Mergelluch verbunden ist. Der Weg wird als Drei-Seen-Wanderweg von der Berliner Senatsverwaltung beworben. Die Uferregion ist nicht bebaut, dagegen reicht eine dichte Vegetation an das Gewässer heran. An das Ostufer schließt sich der Prendener Golfplatz an.

### Badestelle
Im Jahr 1960 hatte die damalige Gemeinde Prenden gemeinsam mit staatlichen Stellen der DDR am Seeufer eine öffentliche Badestelle im Rahmen des NAW eingerichtet. Ein Restaurant, eine Wasserrutsche und fünf Meter hohe Sprungtürme standen den Besuchern zur Verfügung, Schwimmmeister des DRK waren im Einsatz an der Badestelle. In den folgenden Jahrzehnten verwahrloste der Badestrand, die anfänglich gebotenen Attraktionen wie Neptunfeste, Auftritte von Musikern oder örtliche Schwimm- und Sprungwettbewerbe entfielen. Die Türme und die Rutsche mussten wegen gravierender Mängel abgebaut werden, das Restaurant verfiel.
Für einige Jahre durfte im See nicht mehr gebadet werden, da der am See liegende Konsum-Fleischbetrieb Abwässer in den See eingeleitet hatte.
Nach der Wende wurde die gesamte Badestelle aufgegeben, Schilf, Gras, Büsche und Bäume begannen das Areal zu überwuchern. Der seit 2003 zu Wandlitz gehörende Ort beabsichtigt, die Badestelle am Bauersee wieder zu beleben. Der Ortsvorsteher Hans-Joachim Auge setzt sich im Gemeinderat für die Bereitstellung von Mitteln für die Neuanlage ein, desgleichen versucht er, Freiwillige aus der Gemeinde für Arbeitseinsätze zu gewinnen. Derzeit befindet sich am See eine freie Badestelle, an der auf eigene Gefahr gebadet werden kann mit einer kleinen Liegewiese, Sandstrand und einer 2010 errichteten hölzernen Schutzhütte.

## Fauna und Flora
Der Bauersee wird als Angelgewässer Nummer 1424 geführt, er ist auf natürliche Weise fischreich. Berichtet wird über Bestände an Weißfischen, Zander, Schleie, Aale und Hechte. Im nahen Uferbereich wurden Graureiher und Kormorane beobachtet. Schilf, Büsche, Erlen, Buchen und Kiefern bilden einen Vegetationsgürtel um den See.

## Weiteres rund um den See
Im August 2010 vermarktete die Prendener Verwaltung ihr Sommerfest unter dem Titel Rund um den Bauersee, womit wohl auch an die frühere Bekanntheit angeknüpft wurde. Der See sollte allerdings dabei lediglich als Kulisse für ein Feuerwerk auf einer schwimmenden Insel dienen. Die Untere Naturschutzbehörde hatte dafür aber keine Genehmigung erteilt.
Ganz in der Nähe des Sees, mitten im Grünen, besaß das Ministerium für Staatssicherheit der DDR ein als Waldhaus bezeichnetes Gebäude, welches das sogenannte „Leitungsobjekt der HVA“ war. Es diente als Treff mit Agenten, sehr wahrscheinlich aber auch zu Erholungszwecken für die Angestellten der Verwaltung.